# أمير حسن جهلتن
أمير حسن جهلتن (بالفارسية: اميرحسن چهلتن) (1965 في طهران) مهندس وكاتب إيراني. صاحب الرواية العربية «طهران الضوء القاتم»التي مُنعت لعشرين عامًا من قِبل الحكومة الإيرانية.

## سيرة حياته
بعد تخرجه من المدرسة للرياضيات، درس الهندسة الكهربائية في إيران وبريطانيا العظمى، ويعتبر اليوم أحد أشهر المؤلفين وكتاب المقالات في إيران. أثناء دراسته كان متأثرًا بأعمال الأدب الغربي الكلاسيكي الذي تقرأه أخته الكبرى ومن خلال الزيارات المنتظمة للسينما مع والدته لكتابة آية أولى وقصص قصيرة. تشمل أعماله المنشورة حتى الآن حوالي اثنتي عشرة رواية مترجمة إلى الإنجليزية والألمانية والإيطالية والنرويجية والليتوانية والعبرية والعربية. سبع مجموعات من القصص القصيرة؛ فضلا عن العديد من المقالات المنشورة في الصحف الألمانية والدوريات الدولية الأخرى. نشر شيهيلتان ("الزوجة المؤقتة") مجموعته الأولى من القصص، في عام 1976. قبل اندلاع الثورة الإيرانية بوقت قصير في عام 1978، نشر مجموعته الثانية ("قماش بقايا على فولاذ الضريح)، التي أثبتت أنها انفراجه كمؤلف. أكمل دراسته في إنجلترا عام 1981 وعاد إلى إيران مع استمرار الحرب العراقية الإيرانية. على الرغم من انشغاله بالخدمة في الجبهة، وجد الوقت لكتابة روايته الأولى، رواية قاسم ("قداس قاسم"؛ طهران:1984)، والتي تم حظرها في البداية بدون تفسير رسمي ولكن تم السماح بها لاحقًا ستنشر في طبعة محدودة في أوائل 2000. أمضى المؤلف سنوات يعيش في الخارج في أوروبا والولايات المتحدة، ويعيش الآن في طهران. على الرغم من أنه يشعر بأنه منفى في بلده، إلا أنه لا يعرف أي مكان آخر يفضل الكتابة فيه.

## مؤلفاته
- شارع ثورة طهران ، ترجمة سوزان باغستاني. كيرشهايم، ميونيخ 2009، ISBN 978-3-87410-111-0 .
- الأمريكيون يقتلون في طهران. رواية عن الكراهية في ست حلقات ترجمة سوزان باغستاني وكيرت شارف. CH Beck، Munich 2011، ISBN 978-3-406-62160-4 (مع الإشارة الصريحة كإضافة إلى العنوان: «الطبعة الألمانية، بدون اختصار لأول مرة وبغض النظر عن الرقابة الإيرانية»).
- طهران، مدينة بلا سماء. التسلسل الزمني للكابوس والموت ترجمه كيرت شارف. سي إتش بيك، ميونيخ 2012، ISBN 978-3-406-63943-2 . طبعة جديدة 2015: ISBN 978-3-406-68584-2 .
- الشفق الإيراني ، ترجمة جوتا هيميلريش وفارسين بانكي. كيرشهايم، ميونيخ 2015، ISBN 978-3-87410-135-6 .
- الخطاط أصفهان ، ترجمة كيرت شارف. CH Beck ، ميونيخ 2015، ISBN 978-3-406-68345-9 .
- الببغاء الصامد. ذكريات طهران عام 1979 ترجم من قبل Jutta Himmelreich ، برلين 2018، ISBN 978-3-95757-480-0 .

## الجوائز
- 2020: جائزة الأدب الدولي - بيت الثقافات العالمية

## روابط خارجية
- أمير حسن جهلتن على موقع مونزينجر (الألمانية)